# Coronango
Coronango är en kommun i Mexiko.   Den ligger i delstaten Puebla, i den sydöstra delen av landet, 90 km öster om huvudstaden Mexico City. Arean är 38 kvadratkilometer.
Terrängen i Coronango är en högslätt.
Följande samhällen finns i Coronango:
- Santa María Coronango
- Ocotlán
- San Antonio Mihuacán
- San José
- Chamizal